# مانغا غيمر
مانغا غيمر (بالإنجليزية: MangaGamer)‏ هو ناشر ألعاب فيديو متخصص في توطين وتوزيع الإيروجي والروايات المرئية اليابانية باللغة الإنجليزية. تدار مانغا غيمر بواسطة شركة يابان أنميشن كونتستس (بالإنجليزية: Japan Animation Contents)‏ اليابانية.

## وصلات خارجية
- الموقع الرسمي
- مانغا غيمر في قاعدة بيانات الرواية المرئية